# Corey Beck
Corey Laveon Beck (Memphis, Tennessee; 27 de mayo de 1971) es un exjugador de baloncesto estadounidense que disputó tres temporadas en la NBA, además de jugar en la CBA, la liga lituana, la ABA, la liga venezolana y la liga italiana. Con 1,85 metros de estatura, lo hacía en la posición de base.

## Trayectoria deportiva

### Universidad
Tras pasar un año en el South Plains College, jugó tres temporadas con los Razorbacks de la Universidad de Arkansas, con los que promedió 7,9 puntos, 4,7 asistencias y 4,2 rebotes por partido, proclamándose campeón de la NCAA en 1994 tras derrotar a Duke en la final por 76-72, con 15 puntos de Beck. Al año siguiente fue incluido en el tercer mejor quinteto de la Southeastern Conference.

### Selección nacional
En 1997 participó con la selección de Estados Unidos en el Campeonato FIBA Américas celebrado en Montevideo, logrando la medalla de oro. Jugó nueve partidos en los que promedió 11,6 puntos.

### Profesional
Tras no ser elegido en el Draft de la NBA de 1995, fichó por los Sioux Falls Skyforce de la CBA, hasta que en el mes de diciembre fue reclamado por los Charlotte Hornets, con los que disputó cinco partidos en los que anotó cinco puntos en total.
Al año siguiente regresó a los Skyforce, siendo elegido mejor defensor de la liga. Eso le llevó de vuelta a los Hornets, que lo ficharon como agente libre, con los que disputó esta vez la temporada completa, promediando 3,2 puntos y 1,7 asistencias por encuentro.
Tras regresar una vez más a Sioux Falls, al año siguiente fichó por Detroit Pistons, y posteriormente de nuevo con los Hornets. A partir de ese momento, jugó en el Žalgiris Kaunas, en los Memphis Houn'Dawgs de la nueva ABA, en los Toros de Aragua venzolanos, y finalmente en el Roseto Basket italiano, donde promedió 1,8 puntos en los cinco partidos que disputó.

## Estadísticas de su carrera en la NBA

### Temporada regular
| Temporada | Edad | Equipo            | Liga | Pos. | P  | TIT | MIN  | TC  | TCA | %TC  | 3P  | 3PA | %3P   | TL  | TLA | %TL   | R.OF. | R.DEF. | REB | ASIS | ROB | TAP | PER | FP  | PTS |
| 1995-96   | 24   | Charlotte Hornets | NBA  | PG   | 5  | 0   | 6.6  | 0.4 | 1.6 | .250 | 0.0 | 0.0 |       | 0.2 | 0.4 | .500  | 0.6   | 0.8    | 1.4 | 1.0  | 0.2 | 0.0 | 0.8 | 1.6 | 1.0 |
| 1997-98   | 26   | Charlotte Hornets | NBA  | PG   | 59 | 14  | 12.5 | 1.2 | 2.7 | .459 | 0.0 | 0.1 | .500  | 0.7 | 1.0 | .729  | 0.5   | 1.1    | 1.5 | 1.7  | 0.6 | 0.1 | 1.2 | 1.7 | 3.2 |
| 1998-99   | 27   | TOTAL             | NBA  | PG   | 24 | 0   | 7.5  | 0.8 | 1.6 | .462 | 0.0 | 0.0 | 1.000 | 0.3 | 0.6 | .533  | 0.3   | 0.9    | 1.2 | 0.8  | 0.4 | 0.1 | 0.5 | 1.1 | 1.9 |
| 1998-99   | 27   | Detroit Pistons   | NBA  | PG   | 8  | 0   | 3.8  | 0.5 | 1.0 | .500 | 0.0 | 0.0 |       | 0.3 | 0.3 | 1.000 | 0.4   | 0.3    | 0.6 | 0.0  | 0.3 | 0.0 | 0.3 | 0.6 | 1.3 |
| 1998-99   | 27   | Charlotte Hornets | NBA  | PG   | 16 | 0   | 9.4  | 0.9 | 1.9 | .452 | 0.1 | 0.1 | 1.000 | 0.4 | 0.8 | .462  | 0.2   | 1.3    | 1.4 | 1.3  | 0.4 | 0.1 | 0.7 | 1.3 | 2.2 |
| Total     |      |                   | NBA  |      | 88 | 14  | 10.8 | 1.1 | 2.3 | .451 | 0.0 | 0.1 | .600  | 0.6 | 0.9 | .684  | 0.4   | 1.0    | 1.4 | 1.4  | 0.5 | 0.1 | 1.0 | 1.5 | 2.7 |

### Playoffs
| Temporada | Edad | Equipo            | Liga | Pos. | P | TIT | MIN | TC  | TCA | %TC  | 3P  | 3PA | %3P  | TL  | TLA | %TL   | R.OF. | R.DEF. | REB | ASIS | ROB | TAP | PER | FP  | PTS |
| 1997-98   | 26   | Charlotte Hornets | NBA  | PG   | 6 | 0   | 4.3 | 1.0 | 2.0 | .500 | 0.2 | 0.3 | .500 | 0.3 | 0.3 | 1.000 | 0.2   | 0.0    | 0.2 | 0.0  | 0.7 | 0.0 | 0.5 | 0.7 | 2.5 |
| Total     |      |                   | NBA  |      | 6 | 0   | 4.3 | 1.0 | 2.0 | .500 | 0.2 | 0.3 | .500 | 0.3 | 0.3 | 1.000 | 0.2   | 0.0    | 0.2 | 0.0  | 0.7 | 0.0 | 0.5 | 0.7 | 2.5 |